# Teudis
Teudis (hiszp. Teudis, port. Têudis) (ur. ? – zm. 548) – ostrogocki król Wizygotów w latach 531-548.
Początkowo Teudis był oficerem straży przybocznej króla Ostrogotów Teodoryka Wielkiego. Później został zarządcą Hiszpanii za czasów małoletności króla Amalaryka. Wraz z jego śmiercią wygasła dynastia pochodząca od pierwszego króla Wizygotów, Alaryka. Wtedy to zmienił się sposób wyboru władcy. Tron przestał być dziedziczny, a stał się elekcyjny. Króla wybierała najprawdopodobniej lokalna arystokracja – stara arystokracja rzymska i nowa gocka.
Za jego panowania stoczono zwycięską wojnę z Frankami a także stracono Ceutę – jedyne terytorium wizygockie na terenie Afryki. Ekspedycja wysłana w celu odbicia miasta zakończyła się klęską. Teudis wydał również zbiór praw – Flavius Thudis Rex – spisanych w rękopisie przechowywanym w katedrze w León. Mimo iż jest to palimpsest, dawny tekst został usunięty niedokładnie i jest to jedyny w całości zachowany dokument z tamtego okresu dziejów Hiszpanii (mimo że partie tekstu są nieczytelne).
Jego żoną była nieznana z imienia Iberorzymianka.
Został zamordowany w 548 roku, z niewyjaśnionych przyczyn.